# Anthomyia chirosiina
Anthomyia chirosiina este o specie de muște din genul Anthomyia, familia Anthomyiidae. A fost descrisă pentru prima dată de Willi Hennig în anul 1969. Conform Catalogue of Life specia Anthomyia chirosiina nu are subspecii cunoscute.